# 額外福利
勞工提供勞務交換雇主之財務性與非財務性酬償。薪資是屬於財務性報酬的直接酬償，而福利則因無法折換現金又稱間接酬償。福利是企業給予員工的相關保障、保護或服務性質的措施，是用來招聘和留住積極進取的員工的工具。企業所提供的福利相當多元，其範圍涵蓋勞工的工作與生活，對象包括勞工個人與親屬，時間自就職延續至去職後（退休或死亡），內容涵括生理與精神層面，目的則是保障保護勞工權利和提供勞工服務與便利。

## 福利的分類

### 法定福利
法定福利是指政府法令明定之福利措施，可分為安全與健康、非出勤給付和員工服務。
一 安全與健康在於維護勞工之人身安全、健康和就業安全。包涵全民健康保險、勞工保險、失業保險、健康檢查、最低工資、退休金、資遣費、職災補償、病假、撫卹、職工福利金。
二 非出勤給付包涵例假、休假、產假、育嬰假、陪產假、生理假、家庭照顧假、公假、事假。
三 員工服務包涵托兒設施、職工福利委員會相關服務。

### 自願性福利
自願性福利是企業依其理念、能力與需求，自願給予員工的福利措施。

#### 安全與健康部份
如超出勞基法規範的退休金、資遣費、團體保險(壽險、意外險) 、急難慰助金、就學補助等。

#### 員工服務部份
如教育訓練學費補助、優惠貸款、交通車、餐飲、心理諮商、宿舍等等。

## 各國的額外福利措施

### 中國的額外福利制度和退休計劃

#### 雇主責任
根據風險保障和促進激勵原則支付福利的責任和費用安排，在實踐中有兩種情形：(1)雇主法定責任：依據法律和慣例產生的雇主責任，體現在工資、帶薪假期、社會保險繳費、辭退補償等項目之中；

#### 辭退補償
《中國勞動合同法》：(1)經濟補償按勞動者在本單位工作的年限，每滿一年支付一個月工資的標準向勞動者支付。六個月以上不滿一年的，按一年計算；不滿六個月的，向勞動者支付半個月工資的經濟補償。(2)勞動者月工資高於用人單位所在直轄市、設區的市級人民政府公佈的本地區上年度職工月平均工資三倍的，向其支付經濟補償的標準按職工月平均工資三倍的數額支付，向其支付經濟補償的年限最高不超過十二年。本條所稱月工資是指勞動者在勞動合同解除或者終止前十二個月的平均工資。

#### 雇主養老金
也稱職業養老金，養老金第二支柱，將是中國職業人養老金的主要來源。

#### 企業年金定義
參加基本養老保險的企業和職工自願依法舉辦的補充養老金計畫。依法建立和參加企業年金計畫：符合下列條件的企業，可以建立企業年金：(1)依法參加基本養老保險並履行繳費義務；(2)具有相應的經濟負擔能力；(3)已建立集體協商機制。

#### 雇主舉辦健康保障福利計畫
包括合格計畫和非合格計畫。國家基本醫療保險分擔50%-80%。雇主補充保險分擔部分剩餘醫療費用。主要種類：團體醫療保險計畫，集體保健行動計畫，健康品靈活帳戶等。 

##### 補充醫療保險的稅優政策
自2008年1月1日起，企業根據國家有關政策規定，為在本企業任職或者受雇的全體員工支付的補充養老保險費、補充醫療保險費，分別在不超過職工工資總額5%標準內的部分，在計算應納稅所得額時准予扣除；超過的部分，不予扣除。

### 台灣的額外福利措施

#### 全民健康保險
保費部分政府負擔10%，雇主負擔60%，受雇勞工負擔30%。

#### 勞工保險
分為普通事務保險給付與職業災害保險給付

#### 失業保險
提供非志願性失業勞工短期的失業給付、生活津貼，和補助全民健保保費

#### 退休金
雇主按月提撥員工申報薪資之6%存入個人退休金專戶，勞工於合乎退休與提領條件時，提領退休金

#### 托兒設施
雇用受雇者兩百五十人以上之雇主，應設置托兒設施或提供適當的托兒措施

#### 育嬰假
子女未滿一歲需女工親自哺乳者，於勞基法35條規定之休閒時間外，雇主應每日另給哺乳時間兩次，每次以30分鐘為度，哺乳時間皆視為工作時間